# Carlos Cuerda Gutiérrez
Carlos Cuerda Gutiérrez (m. 1939) va ser un militar i advocat espanyol.

## Biografia
Militar i advocat de professió, durant el període de la Segona República va ser un conegut esquerrà i va militar en el Partit Social Revolucionari.
El juliol del 1936, a l'esclat de la Guerra civil, es trobava a Jaén en situació de retirat i amb el rang de capità. A mitjan 1937 va rebre el comandament de la 80a Brigada Mixta, que va mantenir fins a gener de 1938. Poc després va passar a exercir el comandament de la 21a Divisió, situada en el front d'Andalusia. L'agost de 1938 va ser nomenat comandant de la 71a Divisió, restant en el front d'Extremadura durant la resta de la contesa.
Capturat pels franquistes al final de la guerra, va ser afusellat a Jaén el 2 d'octubre de 1939.